# Haps
Haps (dialect: Hòps) is een Nederlands dorp dat deel uitmaakt van de gemeente Land van Cuijk, in de provincie Noord-Brabant. Op 1 januari 2023 telde het dorp 2.890 inwoners, verdeeld over 1.213 woningen, met een gemiddelde WOZ-waarde van € 384.000, op een oppervlakte van 15,27 km².
Het dorp Haps is gelegen in het midden van het Land van Cuijk. Tot de gemeentelijke herindeling in 1994 van kracht werd, was Haps een zelfstandige gemeente. Zowel het oude gemeentewapen als de gemeentevlag stelden de parochieheilige Sint Nicolaas centraal. Het wapen was afgeleid van het voormalige schependomszegel. 

## Toponymie
De naam Haps is van Keltische oorsprong en heeft in de vorm "appa" te maken met het water.

## Geschiedenis
De oudste bewoners vestigden zich op zandruggen ten oosten van het dal van de Lage Raam, wat een voormalig Maasdal is. Het oudste graf van Nederland tot heden bevindt zich bij Haps en was ontdekt in 2017. Het kuilgraf stamt uit ca.7566-7582 v.Chr. en er zijn houtskool en botresten van een gecremeerd lichaam van een kind van ca. 9 jaar in gevonden. Daarnaast lagen pijlpunten en verbrande botten van herten en everzwijn.
Omstreeks 1300 werd Haps uitgegeven als een heerlijkheid in het nederambt van het Land van Cuijk. Leenheer was de Hertog van Brabant, maar tegen het einde van de 14e eeuw kwam het leen aan Gelre. De plaatselijke heren woonden in het Huis te Haps, een omgrachte edelmanswoning. Na de Franse tijd raakte het in verval, eind 19e eeuw was er nog sprake van enige muurresten, maar tegenwoordig zijn alleen nog fundamenten aanwezig.
Haps is steeds bescheiden van omvang geweest. In 1600 telde de heerlijkheid 250 inwoners. De boerenbevolking woonde verspreid en het dorp telde volgens oude kaarten maar een paar huizen.
Vanaf 1427 tot 1566 was er in Haps een kapel die bediend werd vanuit Cuijk. Omstreeks 1570 werd Haps een zelfstandige parochie, maar de eerste gegevens hieromtrent dateren van 1630. In 1648 werd de kerk door de hervormden genaast en de openlijke uitoefening van de katholieke godsdienst verboden. Vanaf 1651 kerkten de katholieken in een grenskerk die zich bevond op de Oeffelter Heide in de heerlijkheid Boxmeer, waar godsdienstvrijheid heerste. In 1798 kregen de katholieken hun kerk weer terug, die echter in vervallen staat verkeerde en bovendien te klein was, want Haps had toen al 562 inwoners. De kerk werd gesloopt in 1808 maar de toren bleef bewaard. Er werd een nieuwe kerk gebouwd die in 1897 opnieuw te klein werd bevonden. Ze werd vervangen door de huidige kerk die op 25 augustus 1899 werd ingewijd.
In 1899 werd het initiatief genomen tot de vestiging van een liefdesgesticht. In 1904 trokken de Zusters van Liefde van Schijndel in een door Caspar Franssen ontworpen gebouw aan de Beerseweg, dat ook een gasthuis en een bewaarschool voor meisjes omvatte, later ook een lagere meisjesschool. In 1931 werd een nieuw gebouw neergezet, waarvan F. Vervest de architect was. In 1976 verlieten de zusters het pand dat in 1982 werd gesloopt. Op het vrijgekomen terrein werden vervolgens een sporthal, een bibliotheek en een bejaardensoos gebouwd.
Tot de sluiting in 1944 had Haps een spoorwegstation gelegen aan de spoorlijn Boxtel - Wesel, het zogenoemde 'Duitse Lijntje'. Het gebouw werd in 1990 gesloopt.

## Bezienswaardigheden
- De Mariamolen, aan de Cuijkseweg, dateert van 1802 en is voor het grootste gedeelte uit hout opgetrokken. Deze molen is uniek vanwege de zeskantige constructie. Het is de oudste windmolen in de gemeente Cuijk.
- De Sint-Nicolaaskerk is een neogotische kerk uit 1899 en geklasseerd als rijksmonument. De architect was Caspar Franssen.

## Onderwijs
In de Kerkstraat staat de rooms-katholieke basisschool De Bongerd.

## Geografie

Locatie in de gemeente Cuijk

Haps ligt op 5 kilometer afstand ten zuidwesten van Cuijk, op 6 kilometer afstand van Mill en Boxmeer en ongeveer 15 kilometer van Nijmegen. Haps ligt 2 kilometer van de autosnelweg A73/E31 (Nijmegen - Echt). De aansluiting Boxmeer van de A77 ligt op 7 kilometer van Haps.

## Natuur en landschap
Haps is voornamelijk door landbouwgebied omringd, dat ontstaan is uit ontginningen van het broekgebied ten oosten van de Peel. De belangrijkste waterlopen zijn de Balkloop die uitkomt op de Sint Anthonisloop en als zodanig uitmondt op de Lage Raam. Ten oosten van Haps treft men de Laarakker aan. Daarnaast kent Haps een visvijver welke gesitueerd is aan de Kampsestraat en gelegen is aan de voormalige spoorlijn Boxtel-Wesel. De vijver draagt de naam "De Kampse Plas".

## Busvervoer
Buslijn 91 (Uden - Cuijk) en buslijn 92 (Grave - Cuijk) rijden door Haps. Vanuit die plaatsen vertrekken verschillende busdiensten. In Cuijk is een treinstation van vervoerder Arriva.

## Economie
In het dorp bevindt zich een rozenkwekerij die al sinds 1875 bestaat en werd opgericht door de hoofdonderwijzer H. A. Verschuren. Verder zijn er diverse dienstverlenende bedrijven, een zorgboerderij en een camping.
Aan de Oeffeltseweg liggen de op- en afrit naar de snelweg (A73) en tevens de regionale vuilstortplaats en de rioolwaterzuiveringsinstallatie Land van Cuijk. Direct ten westen van de A73 en ten noorden van de Oeffeltseweg is regionaal bedrijvenpark De Laarakker gesitueerd. Het betreft een bedrijvenpark van circa 70 hectare.
In Haps is een ambulancepost gevestigd met 4 ambulances vanwaar het hele land van Cuijk van ambulancezorg wordt voorzien.

## Sport en ontspanning
| Sport     | Faciliteiten             | Vereniging     |
| --------- | ------------------------ | -------------- |
| Tennis    | 5 kunstgrasbanen         | De Zoetsmeer   |
| Vissen    | Visvijver De Kampse Plas | HSV De Polder  |
| Biljarten | Sportcafé "De Stappert"  | BV De Stappert |

Haps is een groen dorp met veel speelgelegenheid. Er is een sporthal (De Stappert), sportveldencomplex De Berkte, een tennispark, een manege en een visvijver.
In verenigingsverband kan er gesport worden bij voetbalvereniging Hapse Boys, streetdance vereniging Jesh, tennisvereniging De Zoetsmeer, volleybalclub Havoc, judovereniging Haju, badmintonvereniging De Sjuttel. De voetbalvereniging en de tennisclub hebben elk hun eigen accommodatie en de resterende verenigingen vinden een onderkomen in sporthal De Stappert die de gemeente Haps heeft laten bouwen op de plek waar vroeger een klooster stond. Haps heeft ook een toneelvereniging genaamd Kunakra. Carnaval wordt gevierd onder leiding van vereniging De Zelfkant.
Muzikaal gezien staat Haps bekend om Muziekvereniging Juliana, opgericht op 14 februari 1934. Onder leiding van dirigent Harrie van Sambeek, die het muziekgezelschap van 1958 tot 1981 leidde, is fanfare Juliana enkele keren op de radio te beluisteren geweest. Muziekvereniging Juliana geniet regionale bekendheid en was te zien en te beluisteren in de musical Lijn 5443. De vereniging komt uit in de klasse Uitmuntendheid. Een onderdeel van de muziekvereniging is de blaaskapel de Rozenbottels, opgericht in 1968.
Haps heeft lange tijd bekendgestaan om het grote aantal horecagelegenheden. In de jaren zeventig stond Haps bekend als het uitgaanscentrum van de regio. Anno 2021 telt het dorp nog vier uitgaansgelegenheden. Lang was jongerencentrum Caboose in de oude molen gehuisvest, inmiddels (2014) is het verhuisd naar De Kuip, een gebouw achter de basisschool.

### Verenigingen
- Badmintonclub De Sjuttel
- Biljartvereniging De Molen
- Biljartvereniging "De Stappert"
- Carnavalsvereniging De Zelfkant
- Hengelsportvereniging HSV De Polder
- Judovereniging HAJU (opgericht in 1977)
- Muziekvereniging Juliana (opgericht in 1934)
- Streetdance vereniging JESH (opgericht in 1979 onder de naam Vlug en Lenig, turn en gymclub, vanaf 1997 is de naam JESH, oftewel Jong En Sportief Haps, vanaf 2004 bestaat het aanbod enkel nog maar uit streetdance en niet meer ook uit turnen)
- Tennisvereniging De Zoetsmeer (opgericht in 1961)
- Voetbalvereniging Hapse Boys (opgericht in 1929)
- Volleybalvereniging HaVoC (Hapse Volleybal Club, opgericht in 1953)

Stichtingen
- Stichting De IJsbaan Haps

Voormalige verenigingen
- Tafeltennisvereniging H.A.T.A.C. (Hapse tafeltennisclub, opgeheven in 2016)

## Media
Het blad De Schakel informeert de Hapse bevolking wekelijks over het verenigingsleven, festiviteiten, openingstijden van de huisartsenpraktijk en andere lokale actualiteiten. Haps beschikt ook over een eigen website waarop al het dorpsnieuws te vernemen is.

## Geboren in Haps
- Harry van Raaij (1936-2020), sportbestuurder (oud-voorzitter van PSV)
- Alice Reijs (1971), actrice
- Olivier Willemsen (1980), auteur

## Nabijgelegen kernen
- Rijkevoort, Sint Hubert, Beers, Vianen